# Transatlantique en solitaire
Transatlantique en solitaire est le troisième tome de la série Grand Vampire paru en 2002. Le scénario et les dessins sont de Joann Sfar et les couleurs d'Audré Jardel.

## Résumé
Fernand part en croisière seul après que Liou lui a fait faux-bond.  Il y rencontre Soupir, une fantôme en croisière avec son amie Hélas, et Richard Marouani, un loup-dragou toujours à la recherche d'une nouvelle conquête.  Déprimé que Liou lui ait fait faux-bond et de se retrouver seul en croisière, Fernand va d'abord écouter les conseils de drague de Richard avant de se rendre compte qu'ils ne correspondent pas à ses valeurs.  Mais Soupir le rejoint lorsqu'il se retrouve à nouveau seul accoudé au bar après que Richard a emballé une fille, et ils vont flâner sur le bateau et finalement flirter gentiment.  Mais au détour d'une cabine ils se retrouvent nez-à-nez avec Imhotep III, un super-vilain…

## Personnages
- Fernand : Vampire dépressif et personnage central de cette histoire.
- Hélas : Une pleureuse en croisière, amie de Soupir.
- Soupir : Un fantôme en croisière, amie de Hélas.
- Richard Marouani : Un loup-dragou en croisière.
- Liou : Mandragore aux affaires sentimentales compliquées, amie de Fernand.
- L'Homme-Arbre : Ami de Liou.
- Imhotep III : Un fou dangereux, princier, ordurier, charmeur, passéiste, romanesque et champion de poker.  Ennemi intime du professeur Bell.
- Professeur Bell : Un chirurgien et tératologue écossais, veuf et héroïque.  Il passe le plus clair de son temps à sauver le monde.
- Ossour Hyrsidoux : Domestique, ami et faire-valoir du professeur Bell.  Turc, il a grandi en France.  Il est orphelin, cultivé, républicain, colérique et gourmand.